# Kémon
Kémon är en ort i Benin. Den ligger i den centrala delen av landet, 230 km norr om huvudstaden Porto-Novo. Kémon ligger 292 meter över havet och antalet invånare är 7 411.
Terrängen runt Kémon är platt. Närmaste större samhälle är Toui, 11,3 km norr om Kémon.
I omgivningarna runt Kémon växer huvudsakligen savannskog. Runt Kémon är det ganska glesbefolkat, med 24 invånare per kvadratkilometer.